# Holly Lincoln-Smith
Holly Lincoln-Smith, född 26 mars 1988 i Sydney, är en australisk vattenpolospelare. Hon deltog i den olympiska vattenpoloturneringen i London där Australien tog brons. Holly Lincoln-Smith är syster till skeletonåkaren Emma Lincoln-Smith.
Holly Lincoln-Smith tog VM-silver i samband med världsmästerskapen i simsport 2013 i Barcelona.